# Гай, Барри
Барри Джон Гай (англ. Barry John Guy; род. 22 апреля 1947, Лондон) — британский композитор, исполнитель на контрабасе.

## Биография
Среди интересов Барри Гая: старинная музыка, современная композиция, джаз, импровизация. Барри Гай сотрудничает со множеством оркестров Великобритании и континентальной Европы. Кроме того, он преподаёт в Гилдхоллской школе музыки.